# ATP-toernooi van Lyon
Het ATP-toernooi van Lyon was een jaarlijks terugkerend tennistoernooi voor mannen dat werd georganiseerd op gravelbanen in het Franse Lyon van 2017 tot en met 2024. De officiële naam van het toernooi was de Open Parc Auvergne-Rhône-Alpes Lyon.

## Geschiedenis
Van 1987 tot en met 2009 werd in Lyon een indoor toernooi gespeeld, genaamd Grand Prix de Tennis de Lyon. Het toekomstige graveltoernooi staat hier los van.
In 2017 nam het toernooi de huur van de ATP-250 licentie over van het ATP-toernooi van Nice, welke voor 80% in bezit was van het Oostenrijkse Champ Events Werbe- und Handelsgesellschaft mbH van Ronnie Leitgeb. De overige 20% waren in handen van de Fransman Jean-François Caujolle. In Nice waren geen uitbreidingsmogelijkheden, waarna Lyon op het vizier kwam. In 2022 heeft Ronnie Leitgeb zijn aandelen van Champ Events overgedragen aan zijn zoon Florian Leitgeb. 
Door een herstructurering van de ATP-tour wordt het aantal ATP Tour 500 toernooien vanaf 2025 uitgebreid van 13 naar 16, door de samenvoeging van telkens twee ATP Tour 250 toernooien. De licentiehouder van het toernooi van Lyon, de Champ Events Werbe- und Handelsgesellschaft mbH van Florian Leitgeb heeft samen met de licentiehouder van het ATP-toernooi van München, de Münchener Tennis- und Turnierclubs Iphitos, een gezamenlijk bid ingediend om het ATP-toernooi van München te upgraden naar een ATP Tour 500 toernooi, welke is toegewezen door de ATP. Dit betekende het einde voor het toernooi van Lyon na de editie van 2024.

## Finales

### Enkelspel
| Datum      | Naam                           | Cat.    | (€)       | Winnaar                                | Runner-up                              | Uitslag                                | Details                                |
| ---------- | ------------------------------ | ------- | --------- | -------------------------------------- | -------------------------------------- | -------------------------------------- | -------------------------------------- |
| 27-05-2017 | Open Parc Auvergne-Rhône-Alpes | ATP 250 | € 482.060 | Jo-Wilfried Tsonga                     | Tomáš Berdych                          | 7-6(2), 7-5                            | Details                                |
| 26-05-2018 | Open Parc Auvergne-Rhône-Alpes | ATP 250 | € 501.345 | Dominic Thiem                          | Gilles Simon                           | 3-6, 7-6(1), 6-1                       | Details                                |
| 25-05-2019 | Open Parc Auvergne-Rhône-Alpes | ATP 250 | € 524.340 | Benoît Paire                           | Félix Auger-Aliassime                  | 6-4, 6-3                               | Details                                |
| 23-05-2020 | Open Parc Auvergne-Rhône-Alpes | ATP 250 | € 542.695 | Geen toernooi wegens de coronapandemie | Geen toernooi wegens de coronapandemie | Geen toernooi wegens de coronapandemie | Geen toernooi wegens de coronapandemie |
| 22-05-2021 | Open Parc Auvergne-Rhône-Alpes | ATP 250 | € 481.270 | Stéfanos Tsitsipás                     | Cameron Norrie                         | 6-3, 6-3                               | Details                                |
| 21-05-2022 | Open Parc Auvergne-Rhône-Alpes | ATP 250 | € 534.555 | Cameron Norrie                         | Alex Molčan                            | 6-3, 6-7(3), 6-1                       | Details                                |
| 27-05-2023 | Open Parc Auvergne-Rhône-Alpes | ATP 250 | € 562.815 | Arthur Fils                            | Francisco Cerúndolo                    | 6-3, 7-5                               | Details                                |
| 25-05-2024 | Open Parc Auvergne-Rhône-Alpes | ATP 250 | € 579.320 | Giovanni Mpetshi Perricard             | Tomás Martín Etcheverry                | 6-4, 1-6, 7-6(7)                       | Details                                |

### Dubbelspel
| Datum      | Naam                           | Cat.    | (€)       | Winnaars                               | Runners-up                             | Uitslag                                | Details                                |
| ---------- | ------------------------------ | ------- | --------- | -------------------------------------- | -------------------------------------- | -------------------------------------- | -------------------------------------- |
| 27-05-2017 | Open Parc Auvergne-Rhône-Alpes | ATP 250 | € 482.060 | Andrés Molteni Adil Shamasdin          | Marcus Daniell Marcelo Demoliner       | 6-3, 3-6, [10-5]                       | Details                                |
| 26-05-2018 | Open Parc Auvergne-Rhône-Alpes | ATP 250 | € 501.345 | Nick Kyrgios Jack Sock                 | Roman Jebavý Matwé Middelkoop          | 7-5, 2-6, [11-9]                       | Details                                |
| 25-05-2019 | Open Parc Auvergne-Rhône-Alpes | ATP 250 | € 524.340 | Ivan Dodig Édouard Roger-Vasselin      | Ken Skupski Neal Skupski               | 6-4, 6-3                               | Details                                |
| 23-05-2020 | Open Parc Auvergne-Rhône-Alpes | ATP 250 | € 542.695 | Geen toernooi wegens de coronapandemie | Geen toernooi wegens de coronapandemie | Geen toernooi wegens de coronapandemie | Geen toernooi wegens de coronapandemie |
| 22-05-2021 | Open Parc Auvergne-Rhône-Alpes | ATP 250 | € 524.340 | Hugo Nys Tim Pütz                      | Pierre-Hugues Herbert Nicolas Mahut    | 6-4, 5-7, [10-8]                       | Details                                |
| 21-05-2022 | Open Parc Auvergne-Rhône-Alpes | ATP 250 | € 534.555 | Ivan Dodig (2) Austin Krajicek         | Máximo González Marcelo Melo           | 6-3, 6-4                               | Details                                |
| 27-05-2023 | Open Parc Auvergne-Rhône-Alpes | ATP 250 | € 562.815 | Rajeev Ram Joe Salisbury               | Nicolas Mahut Matwé Middelkoop         | 6-0, 6-3                               | Details                                |
| 25-05-2024 | Open Parc Auvergne-Rhône-Alpes | ATP 250 | € 579.320 | Harri Heliövaara Henry Patten          | Yuki Bhambri Albano Olivetti           | 6-3, 6-7(4), [10-8]                    | Details                                |

## Statistieken

### Meeste enkelspeltitels per land
| Aantal titels | Land                |
| ------------- | ------------------- |
| 4             | Frankrijk           |
| 1             | Oostenrijk          |
| 1             | Griekenland         |
| 1             | Verenigd Koninkrijk |

(Bijgewerkt t/m 2024)
2017 · 2018 · 2019 · 2020 · 2021 · 2022 · 2023 · 2024
 Bari (1984-1989) →  Genua (1990-1993) →
 Sankt Pölten (1994-2005) →  Pörtschach (2006-2008) →  Kitzbühel (2009) →  Nice (2010-2016) →  Lyon (2017-2024)
* Per 2025: samenvoeging licentie met de licentie van MTTC Iphitos ter opwaardering naar ATP 500
ITF-toernooien (mannen en vrouwen)

ATP-toernooien (mannen) – ATP-seizoen 2025

WTA-toernooien (vrouwen) – WTA-seizoen 2025

Voormalige toernooien mannen
Voormalige toernooien vrouwen
Voormalige amateurtoernooien